# Mezoregion Bauru

Mezoregion Bauru

Mezoregion Bauru – mezoregion w brazylijskim stanie São Paulo, skupia 56 gmin zgrupowanych w pięciu mikroregionach. Liczy 26.790,1 km² powierzchni.

## Mikroregiony
- Avaré
- Bauru
- Botucatu
- Jaú
- Lins